# Бойшоара (комуна)
Бойшоара (рум. Boișoara) — комуна у повіті Вилча в Румунії. До складу комуни входять такі села (дані про населення за 2002 рік):
- Бойшоара (709 осіб) — адміністративний центр комуни
- Бумбуєшть (389 осіб)
- Геужань (583 особи)

Комуна розташована на відстані 175 км на північний захід від Бухареста, 37 км на північ від Римніку-Вилчі, 132 км на північ від Крайови, 98 км на захід від Брашова.

## Населення
За даними перепису населення 2002 року у комуні проживала 1681 особа, усі — румуни. Усі жителі комуни рідною мовою назвали румунську.
Склад населення комуни за віросповіданням:
| Релігія        | Кількість осіб | Відсоток |
| -------------- | -------------- | -------- |
| православні    | 1641           | 97,6%    |
| баптисти       | 39             | 2,3%     |
| греко-католики | 1              | 0,1%     |